# Wilhelm Dürr

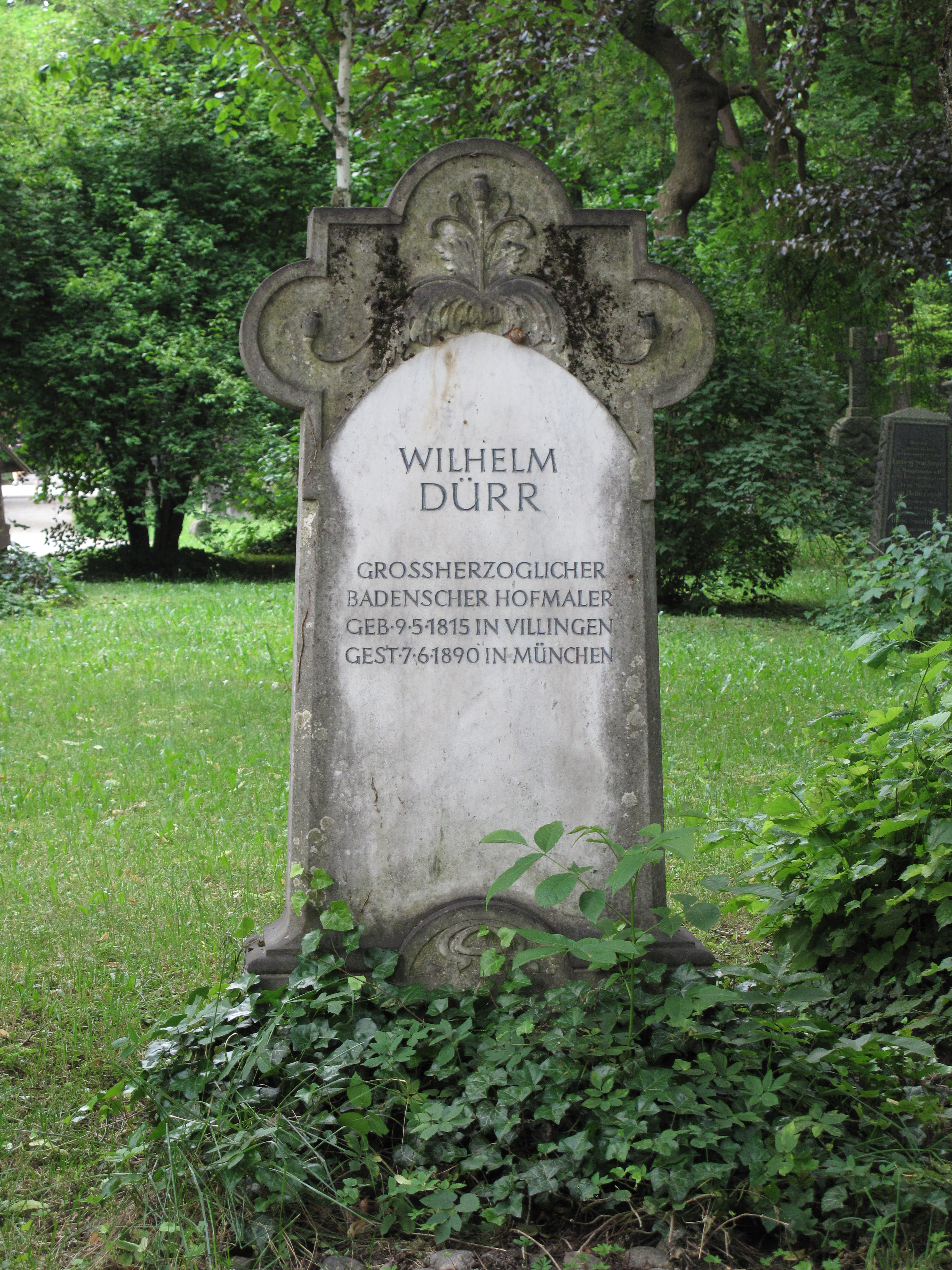
Grobowiec malarza na Starym Cmentarzu Północnym w Monachium

Wilhelm Dürr (ur. 9 maja 1815 w Villingen-Schwenningen, zm. 7 czerwca 1890 w Monachium) – niemiecki malarz religijny i portrecista. Uczeń Kupelwiesera w Wiedniu.